# Ракитня-2
Ракитня-2 — деревня в Смоленском районе Смоленской области России. Входит в состав Гнёздовского сельского поселения. Население — 415 жителей (2007 год). 
Расположена в западной части области в 8 км к западу от Смоленска, в 3 км севернее автодороги А141 Орёл — Витебск, на берегу реки Ольшанка. В 0,5 км южнее деревни расположена железнодорожная станция Ракитная на линии Москва — Минск.

## История
В годы Великой Отечественной войны деревня была оккупирована гитлеровскими войсками в июле 1941 года, освобождена в сентябре 1943 года. 